# Solanum elvasioides
Solanum elvasioides är en potatisväxtart som beskrevs av Sandra Diane Knapp. Solanum elvasioides ingår i släktet skattor som ingår i familjen potatisväxter. Inga underarter finns listade i Catalogue of Life.